# کاپیتول ایالت میزوری

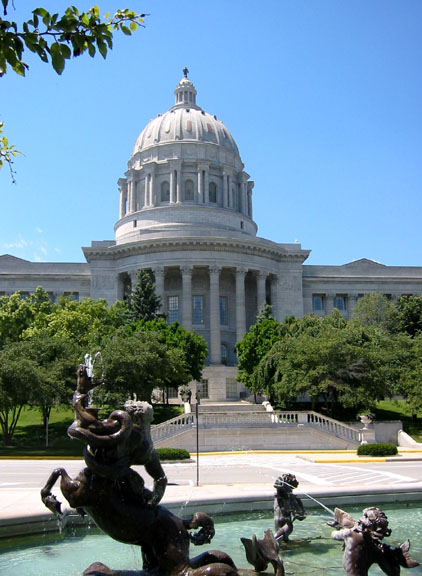

کاپیتول ایالت میزوری (به انگلیسی: Missouri State Capitol) بنایی است که شاخه مقننه دولت میزوری در آن قرار دارد.
بنا تا کنون چندین مرتبه تخریب و بازسازی شده که آخرین بار در سال ۱۹۱۷ ساخته گردید و در جفرسون سیتی قرار دارد.
این بنای تاریخی هم خانه مجلس نمایندگان ایالت است و هم سنای ایالت.

## نگارخانه

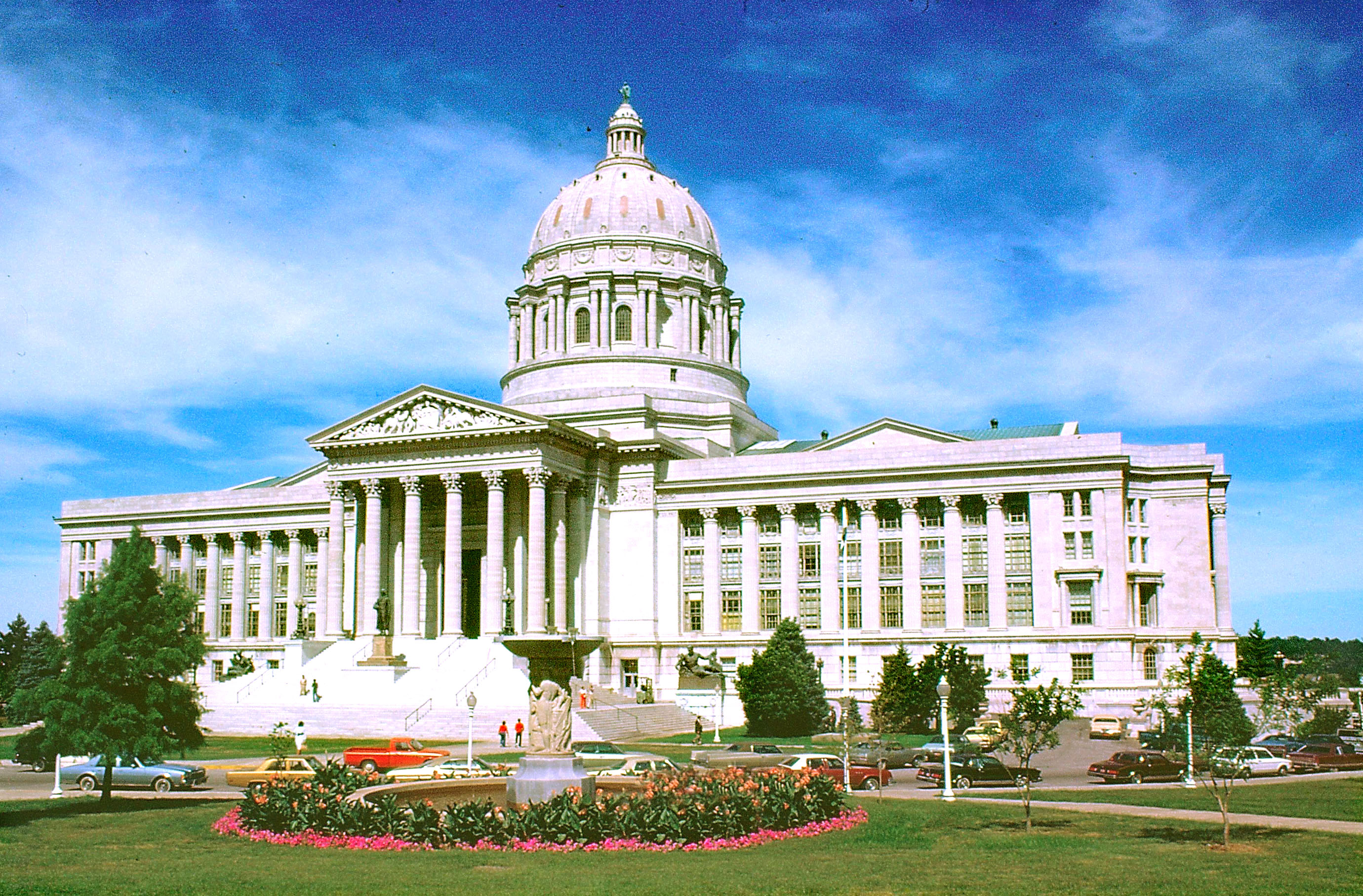
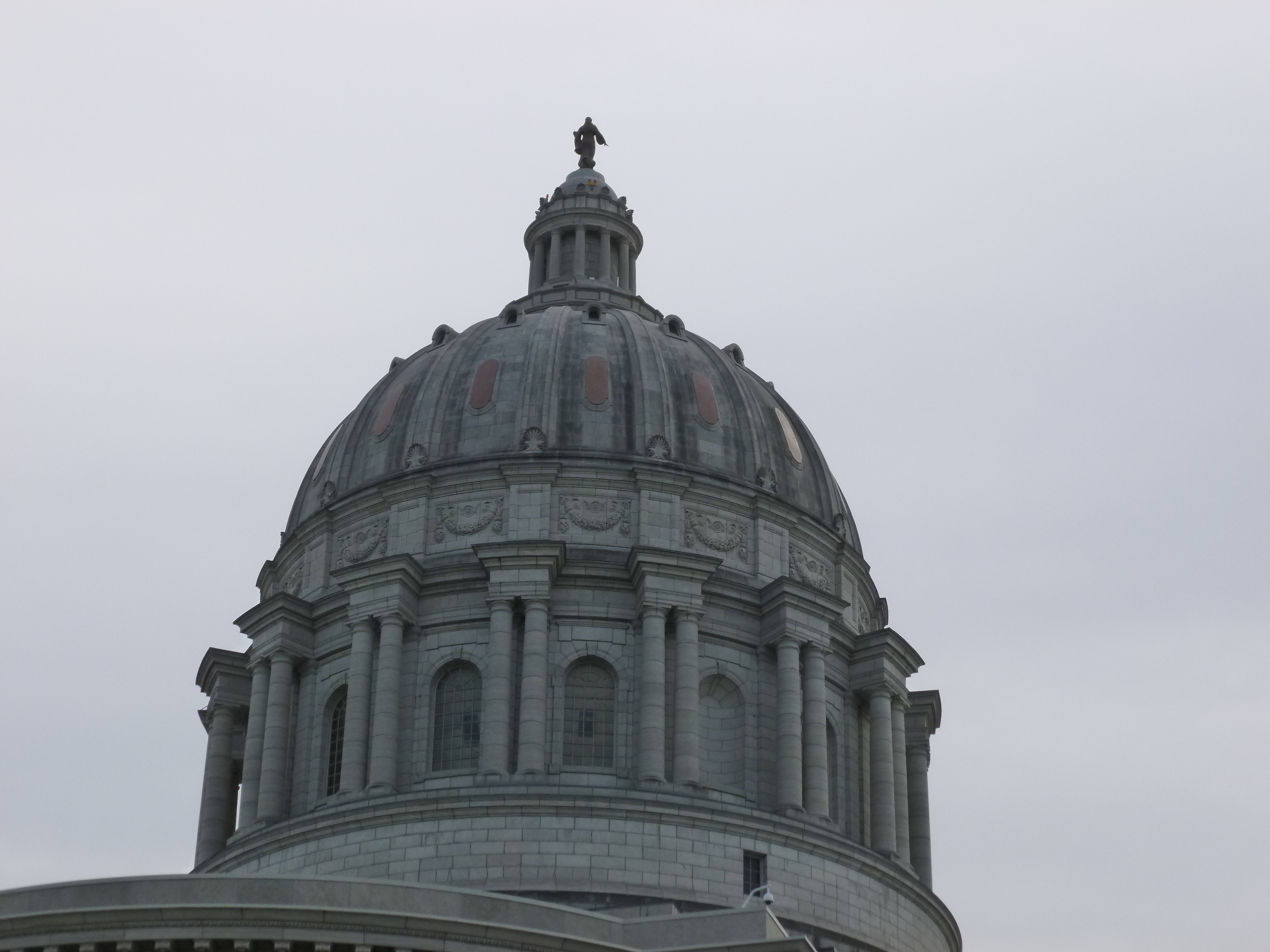
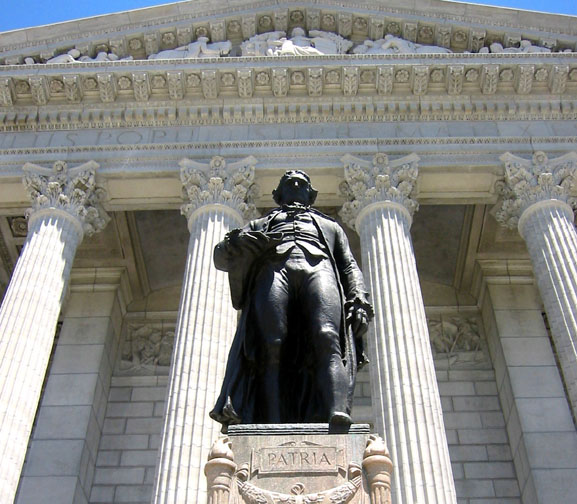